# Bothriurus olaen
Bothriurus olaen — вид скорпіонів з родини Bothriuridae. Зустрічається в горах Сьеррас-де-Кордова та Сан-Луїс в центральній Аргентині. Мало відомо про екологію скорпіонів, найімовірніше вони гірські мешканці, і нічого не відомо про їх отруту. Довжина тіла близько 50 мм.